# David H. Gambrell
David Henry Gambrell, född 20 december 1929 i Atlanta, Georgia, död 6 maj 2021, var en amerikansk demokratisk politiker och advokat. Han representerade delstaten Georgia i USA:s senat 1971-1972.
Gambrell utexaminerades 1949 från Davidson College. Han avlade 1952 juristexamen vid Harvard Law School. Han arbetade sedan som advokat i Atlanta. Han grundade advokatbyrån Gambrell & Stolz.
Gambrell gifte sig 16 oktober 1953 med Luck Coleman Flanders. Paret fick fyra barn: Luck, Henry, Alice och Mary.
Gambrell deltog i Jimmy Carters vinnande kampanj i guvernörsvalet i Georgia 1970 som ansvarig för finanserna (campaign treasurer). Senator Richard Russell avled 1971 i ämbetet och guvernör Carter utnämnde Gambrell till senaten fram till fyllnadsvalet 1972. Gambrell besegrades av Sam Nunn i demokraternas primärval inför fyllnadsvalet. Nunn vann sedan själva fyllnadsvalet och efterträdde Gambrell som senator i november 1972.